# Myrmarachne alticeps
Myrmarachne alticeps är en spindelart som först beskrevs av Tord Tamerlan Teodor Thorell 1890.  Myrmarachne alticeps ingår i släktet Myrmarachne och familjen hoppspindlar. Inga underarter finns listade i Catalogue of Life.